# 灣橋
灣橋，是臺灣嘉義縣竹崎鄉的一個傳統地域名稱，位於該鄉西南端。相較於今日行政區，其範圍大致為灣橋村不含西北端。

## 歷史
台灣日治初期，灣橋地區為一街庄（舊制街庄），稱為「灣橋庄」，隸屬於大目根堡。該庄北邊西段及中段隔牛稠溪與山仔門庄、番仔潭庄為界，北邊東段及東邊北段隔牛稠溪支流濁水溪及其支流清水溪與鹿蔴產庄為界，東邊南段與下坑庄為鄰，南邊為內甕庄，西邊為盧厝庄。
1901年（日治明治三十四年）11月11日，全台設置二十廳，該庄隸屬於嘉義廳。1904年（明治三十七年）2月15日，該庄編入「鹿蔴產區」，隸屬於嘉義廳。1909年（明治四十二年）10月25日，全台整併二十廳為十二廳，該庄仍隸屬於嘉義廳。1910年（明治四十三年）1月18日，各區管轄區域調整，該庄仍隸屬於嘉義廳的「鹿蔴產區」。
1920年（大正九年）10月1日，全台廢十二廳改設五州二廳，該庄改制為「灣橋」大字，隸屬於臺南州嘉義郡竹崎庄（新制街庄）。
戰後竹崎庄改制為竹崎鄉，隸屬於臺南縣，大字亦改制為村。1950年（民國39年）10月，雲、嘉、南分治，竹崎鄉改隸屬於嘉義縣。

## 聚落
本地區發展較早的聚落有灣橋、六角亭、枋仔林、下厝坑、朴仔埔、溪角、五軒厝（五間厝）、埤堂、田尾等，在日治期初期的官方地圖上已有記載。此外，本地區尚有坑仔內聚落。

## 交通
阿里山林業鐵路又稱「阿里山森林鐵路」，主線由嘉義通往阿里山，於1986年廢站的灣橋車站，曾是阿里山鐵路平地段的其中一站。最近的車站在西側是北門車站，在東側是鹿麻產車站(因整修施工，112年7月7日起起暫停停靠)。阿里山林鐵本線從2024年8月31起復駛。
國道3號又稱「福爾摩沙高速公路」，是貫穿台灣西部的兩條縱向高速公路之一，經過本地區西部，並在境內縣道159號交會處北側的迴轉道（北出南入）及更北的縣道166號交會處（南出北入）設有聯合運作的竹崎交流道，兩端之間設有側車道（鄉道嘉147線）可以互相連接。由此可快速前往國道3號沿線各地。
縣道159號是新港至番路的道路，經過本地區五間厝、灣橋、林仔埔、坑仔內等聚落。由該道路西行可前往嘉義市、太保市、新港鄉、六腳鄉北端，並止於省道台19線路口；東行可前往番路鄉，並止於縣道159甲線路口。
竹崎戶政事務所公告，依據「嘉義縣道路命名及門牌編釘自治條例」第16條，竹崎鄉嘉159線道灣橋村道路更名為「林森路」，自2025年4月1日起生效。
鄉道嘉125線是灣橋至江西寮的道路。
鄉道嘉147線是大崎至灣橋的道路，也是國道3號的兩側平面道路。
灣橋公車主要為嘉義縣公車處所營運，灣橋村停靠站有崎腳、祥泰社區、埤堂、五間厝、南灣橋、灣橋、灣橋農會灣橋醫院、灣橋分院、清華山莊、六腳亭、臺灣涼椅、朴子埔、李厝路口、李靈公廟，行駛路線編號如下:
- 101 （页面存档备份，存于） 嘉義─塘興村
- 101A （页面存档备份，存于） 嘉義─塘興村[繞桃子斜]
- 7312 （页面存档备份，存于） 嘉義─溪心寮
- 7312A （页面存档备份，存于） 嘉義─溪心寮[繞駛嘉義市學區]
- 7312B （页面存档备份，存于） 溪心寮─嘉義[繞駛灣橋分院]
- 7313 （页面存档备份，存于） 嘉義─溪心寮(經松腳)
- 7313A （页面存档备份，存于） 嘉義─溪心寮(經松腳)[繞駛灣橋分院]
- 7319 （页面存档备份，存于） 嘉義─番路(經內埔)
- 7319A （页面存档备份，存于） 嘉義─番路(經內埔)[不繞駛黃心寮、繞駛塘下寮、嘉義市學區]
- 7319C （页面存档备份，存于） 嘉義─番路(經內埔)[繞駛靈巖寺]
- 7319D （页面存档备份，存于） 嘉義─番路(經內埔)[延駛逐鹿社區]
- 7319E （页面存档备份，存于） 嘉義─番路(經內埔)[繞駛灣橋分院]
- 7319F （页面存档备份，存于） 番路─嘉義(經內埔)[不繞駛黃心寮]
- 7319G （页面存档备份，存于） 番路─嘉義(經內埔)[不繞駛黃心寮、繞駛嘉義市學區]
- 7319H （页面存档备份，存于） 番路─嘉義(經內埔)[不繞駛黃心寮、繞駛灣橋分院]
- 7321 （页面存档备份，存于） 嘉義─松腳
- 7321A （页面存档备份，存于） 嘉義─松腳[繞駛竹崎高中]
- 7321B （页面存档备份，存于） 嘉義─松腳[繞駛嘉義市學區]
- 7323 （页面存档备份，存于） 嘉義─梅山(經竹崎)
- 7323A （页面存档备份，存于） 嘉義─梅山(經竹崎)支線A－[繞駛內埔]
- 7323B （页面存档备份，存于） 嘉義─梅山(經竹崎)支線B－[繞駛竹崎高中]
- 7323C （页面存档备份，存于） 嘉義─梅山(經竹崎)[繞駛嘉義市學區]
- 7323D （页面存档备份，存于） 嘉義─梅山(經竹崎)[繞駛灣橋分院]

## 學校
- 圓崇國小